# Křikava
Křikava je zřícenina hradu nad vesnicí Černívsko v okrese Strakonice. Zbytky hradu, ze kterého se částečně dochovaly zbytky obvodového zdiva, se nachází na nízkém návrší nad Černívským rybníkem v nadmořské výšce asi 480 m. Od roku 1963 je hrad chráněn jako kulturní památka.

## Historie
První písemná zmínka o hradu pochází z roku 1357, kdy jej společně s bratry Kolomanem, Buzkem a Přibyslavem držel Hugo z Dornštejna. August Sedláček navrhl, že Dornštejn by mohl být německým názvem hradu, protože neexistuje jiná lokalita toho jména a přídomky z Dorštejna a z Křikavy se v listinách často střídají. V roce 1399 jsou jako majitelé uváděni Přibek a Jindřich z Křikavy, ale ještě před rokem 1402 ho dobyl a vyplenil Dobešík z Boru. Jindřich se později stal jediným majitelem a v roce 1418 zbývající majetek na Prácheňsku prodal Petrovi ze Svojšína a odešel na své panství Obořiště. Křikava potom pravděpodobně zanikla během husitských válek.

## Stavební podoba
Jednodílný hrad byl na severovýchodě chráněn ve skále vysekaným příkopem. Půdorys areálu je lichoběžníkový, ale opevnění nevede přímo podél terénní hrany, ale až v určitém odstupu od ní a jeho půdorys je pětiboký. Předpokládá se, že před vznikem kamenného hradu zde stálo kvalitativně jednodušší sídlo s lehkým opevněním v podobě palisády, která po postavení kamenné hradby plnila funkci parkánové hradby. Hlavní budovou první stavební fáze zřejmě byla zahloubená stavba v severozápadním nároží. Do hradu se vstupovalo nejprve kulisovou branou na severu, ale později byla brána přesunuta na jihozápad. Obytnými stavbami pozdější stavební fáze byla volně stojící obytná věž (donjon) a v přízemí dvouprostorový palác na jihovýchodní straně, který svou hmotou předstupoval před obvodovou hradbu.

## Přístup
Zřícenina hradu je volně přístupná z Černívska odbočkou ze zeleně značené turistické trasy.